# رضا مصطفوی سبزواری
رضا مصطفوی سبزواری (زادهٔ ۱۳۲۰ شمسی) استاد زبان و ادبیات فارسی دانشگاه علامه طباطبایی و رایزن فرهنگی ایران و پاکستان است.
مصطفوی در سال ۱۳۸۵ استاد نمونهٔ زبان و ادبیات فارسی در ایران شد.
مصطفوی سال‌ها به آموزش زبان فارسی به غیرفارسی‌زبانان در خارج از ایران پرداخته‌است، از جمله ۳ سال در هندوستان به عنوان استاد زبان فارسی در دانشگاه‌های دهلی، جواهر لعل نهرو و جامعه ملیه اسلامیه، ۴ سال در پاکستان به عنوان رایزن فرهنگی و استاد دانشگاه نُمل و یک سال در دانشگاه کمبریج بریتانیا و مدتی نیز در کشورهای ازبکستان و تاجیکستان. راه‌اندازی مقطع دکترای زبان و ادبیات فارسی در دانشگاه نمل پاکستان توسط او صورت گرفت.
تألیف یادگار هندوستان و تصحیح مهر و مشتری از آثار اوست.

## یادداشت
1. ↑  National University of Modern Languages